# Résolution 299 du Conseil de sécurité des Nations unies
Membres permanents
- Chine
- États-Unis
- France
- Royaume-Uni
- URSS

Membres non permanents
- Argentine
- Burundi
- Belgique
- Italie
- Japon
- Nicaragua
- Pologne
- Sierra Leone
- Somalie
- Syrie

Résolution no 298 Résolution no 300
La résolution 299 du Conseil de sécurité des Nations unies est adoptée à l'unanimité lors de la 1 587e séance du Conseil de sécurité des Nations unies le 30 septembre 1971, après l'examen de la demande d'adhésion le sultanat d'Oman aux Nations unies. Cette résolution émise à l’Assemblée générale rapporte un avis favorable à l'adhésion du sultanat d'Oman comme nouveau membre.

## Contexte historique
L’histoire d’Oman ne commence véritablement qu'en l'an 751 de notre ère, avec l’élection du premier imam ibadite à Nizwa. Le pays fut partiellement occupé par les Portugais de 1507 à 1650, puis par les iraniens de 1737 à 1744. La lignée actuelle des sultans d'Oman, fondée en 1749 par Ahmed ibn Saïd, établit sa capitale à Mascate en 1779.
Au début du XIXe siècle, l'Oman était devenu le centre d'un véritable empire colonial, qui s'étendait du Balouchistan à Zanzibar. Le sultanat fut placé de fait sous protectorat britannique de 1891 à 1971, tout en conservant nominalement son indépendance. (Issu de l'article Oman).
À la suite de cette résolution ce pays est admis à l'ONU le 7 octobre 1971,,.

## Texte
- Résolution 299 sur fr.wikisource.org
- Résolution 299 sur en.wikisource.org